# ماريسا غونزاليس
ماريسا غونزاليس (بالإسبانية: Marisa González)‏ هي فنانة إسبانية، ولدت في 18 يوليو 1945 في بلباو في إسبانيا.

## وصلات خارجية
- الموقع الرسمي